# Challenge Cup 2010
Der Challenge Cup 2010 (aus Sponsoringgründen auch als Carnegie Challenge Cup 2010 bezeichnet) war die 109. Ausgabe des jährlichen Rugby-League-Turniers Challenge Cup. Im Finale gewannen die Warrington Wolves gegen die Leeds Rhinos mit 30:6 und gewannen damit das Turnier zum siebten Mal.

## Vorrunde
|  | Leigh Miners Rangers | 26 : 14 | Millom |  |
|  |                      |         |        |  |

|  | York Acorn | 18 : 12 | Skirlaugh Bulls |  |
|  |            |         |                 |  |

|  | Orchard Park & Greenwood | 0 : 72 | Wath Brow Hornets |  |
|  |                          |        |                   |  |

|  | Waterhead | 10 : 32 | Drighlington |  |
|  |           |         |              |  |

|  | Egremont Rangers | 8 : 36 | Oulton Raiders |  |
|  |                  |        |                |  |

|  | Widnes St Maries | 24 : 43 | Myton Warriors |  |
|  |                  |         |                |  |

|  | Sharlston Rovers | 12 : 20 | Leigh East |  |
|  |                  |         |            |  |

|  | Oldham St Annes | 12 : 13 | Wigan St Judes |  |
|  |                 |         |                |  |

|  | West Bowling | 12 : 20 | Normanton Knights |  |
|  |              |         |                   |  |

|  | Wigan St Patricks | 28 : 6 | Broughton Red Rose |  |
|  |                   |        |                    |  |

|  | Nottingham Outlaws | 34 : 20 | University of Hull |  |
|  |                    |         |                    |  |

|  | Warrington Wizards | 46 : 4 | University of Birmingham |  |
|  |                    |        |                          |  |

|  | Leeds Metropolitan University | 18 : 0 | St Mary’s University |  |
|  |                               |        |                      |  |

## Erste Runde
|  | Wath Brow Hornets | 14 : 6 | Kells |  |
|  |                   |        |       |  |

|  | Stanningley | 0 : 22 | Wigan St Judes |  |
|  |             |        |                |  |

|  | Bradford Dudley Hill | 18 : 20 | Castleford Panthers |  |
|  |                      |         |                     |  |

|  | Castleford Lock Lane | 34 : 10 | Thornhill Trojans |  |
|  |                      |         |                   |  |

|  | Shaw Cross Sharks | 8 : 44 | Leigh Miners Rangers |  |
|  |                   |        |                      |  |

|  | Crosfields | 12 : 22 | Rochdale Mayfield |  |
|  |            |         |                   |  |

|  | Ince Rose Bridge | 26 : 30 | Oulton Raiders |  |
|  |                  |         |                |  |

|  | Milford Marlins | 28 : 12 | Eastmoor Dragons |  |
|  |                 |         |                  |  |

|  | Heworth | 0 : 56 | Hunslet Warriors |  |
|  |         |        |                  |  |

|  | Saddleworth Rangers | 8 : 22 | Siddal |  |
|  |                     |        |        |  |

|  | York Acorn | 32 : 36 | Thatto Heath Crusaders |  |
|  |            |         |                        |  |

|  | East Hull | 36 : 12 | Stanley Rangers |  |
|  |           |         |                 |  |

|  | Eccles & Salford Juniors | 14 : 42 | Leigh East |  |
|  |                          |         |            |  |

|  | Hull Dockers | 26 : 12 | Pilkington Recs |  |
|  |              |         |                 |  |

|  | Normanton Knights | 6 : 4 | Wigan St Patricks |  |
|  |                   |       |                   |  |

|  | East Leeds | 0 : 8 | Ovenden |  |
|  |            |       |         |  |

|  | Drighlington | 26 : 10 | West Hull |  |
|  |              |         |           |  |

|  | Myton Warriors | 20 : 15 | Halton Simms Cross |  |
|  |                |         |                    |  |

|  | Royal Air Force | 24 : 28 | Warrington Wizards |  |
|  |                 |         |                    |  |

|  | British Police | 46 : 16 | Dewsbury Celtic |  |
|  |                |         |                 |  |

|  | West London Sharks | 16 : 38 | Nottingham Outlaws |  |
|  |                    |         |                    |  |

|  | Featherstone Lions | 16 : 24 | British Army |  |
|  |                    |         |              |  |

|  | Leeds Metropolitan University | 28 : 4 | Loughborough University |  |
|  |                               |        |                         |  |

|  | University of Gloucestershire | 32 : 36 | Edinburgh Eagles |  |
|  |                               |         |                  |  |

|  | Northumbria University | 4 : 54 | Royal Navy |  |
|  |                        |        |            |  |

|  | Blackwood Bulldogs | 42 : 16 | Edge Hill University |  |
|  |                    |         |                      |  |

## Zweite Runde
|  | Wigan St Judes | 36 : 18 | Milford Marlins |  |
|  |                |         |                 |  |

|  | Rochdale Mayfield | 18 : 34 | Leigh East |  |
|  |                   |         |            |  |

|  | Castleford Panthers | 0 : 32 | Thatto Heath Crusaders |  |
|  |                     |        |                        |  |

|  | Ovenden | 32 : 16 | Myton Warriors |  |
|  |         |         |                |  |

|  | Wath Brow Hornets | 16 : 14 | East Hull |  |
|  |                   |         |           |  |

|  | Siddal | 34 : 30 | Oulton Raiders |  |
|  |        |         |                |  |

|  | Drighlington | 24 : 18 | Castleford Lock Lane |  |
|  |              |         |                      |  |

|  | Normanton Knights | 8 : 14 | Hunslet Warriors |  |
|  |                   |        |                  |  |

|  | Hull Dockers | 8 : 24 | Leigh Miners Rangers |  |
|  |              |        |                      |  |

|  | British Police | 18 : 50 | Leeds Metropolitan University |  |
|  |                |         |                               |  |

|  | Warrington Wizards | 28 : 20 | British Army |  |
|  |                    |         |              |  |

|  | Edinburgh Eagles | 16 : 28 | Blackwood Bulldogs |  |
|  |                  |         |                    |  |

|  | Royal Navy | 46 : 6 | Nottingham Outlaws |  |
|  |            |        |                    |  |

## Dritte Runde
Die Spiele der dritten Runde fanden zwischen dem 5. und 9. März statt.
| 5. März | Warrington Wizards | 22 : 34 | Swinton Lions | Wilderspool Stadium, Warrington Zuschauer: 430 |
| 5. März |                    |         |               | Wilderspool Stadium, Warrington Zuschauer: 430 |

| 5. März | Leigh Miners Rangers | 20 : 40 | Whitehaven | Leigh Sports Village, Leigh Zuschauer: 350 |
| 5. März |                      |         |            | Leigh Sports Village, Leigh Zuschauer: 350 |

| 6. März | Doncaster | 0 : 26 | Siddal | Keepmoat Stadium, Doncaster Zuschauer: 285 |
| 6. März |           |        |        | Keepmoat Stadium, Doncaster Zuschauer: 285 |

| 6. März | Keighley Cougars | 26 : 35 | Toulouse Olympique | Cougar Park, Keighley Zuschauer: 543 |
| 6. März |                  |         |                    | Cougar Park, Keighley Zuschauer: 543 |

| 6. März | Leigh East | 14 : 30 | Hunslet Hawks | Leigh Sports Village, Leigh Zuschauer: 694 |
| 6. März |            |         |               | Leigh Sports Village, Leigh Zuschauer: 694 |

| 7. März | Oldham Roughyeds | 80 : 6 | Blackwood Bulldogs | Park Lane, Whitefield Zuschauer: 455 |
| 7. März |                  |        |                    | Park Lane, Whitefield Zuschauer: 455 |

| 7. März | Gateshead Thunder | 12 : 44 | York City Knights | Gateshead International Stadium, Gateshead Zuschauer: 336 |
| 7. März |                   |         |                   | Gateshead International Stadium, Gateshead Zuschauer: 336 |

| 7. März | London Skolars | 16 : 42 | Limoux Grizzlies | New River Stadium, London Zuschauer: 450 |
| 7. März |                |         |                  | New River Stadium, London Zuschauer: 450 |

| 7. März | Rochdale Hornets | 22 : 32 | Lézignan Sangliers | Spotland Stadium, Rochdale Zuschauer: 398 |
| 7. März |                  |         |                    | Spotland Stadium, Rochdale Zuschauer: 398 |

| 7. März | Drighlington | 10 : 42 | Dewsbury Rams | Crown Flatt, Dewsbury Zuschauer: 1.222 |
| 7. März |              |         |               | Crown Flatt, Dewsbury Zuschauer: 1.222 |

| 7. März | Batley Bulldogs | 70 : 6 | Leeds Metropolitan University | Mount Pleasant, Batley Zuschauer: 502 |
| 7. März |                 |        |                               | Mount Pleasant, Batley Zuschauer: 502 |

| 7. März | Royal Navy | 12 : 50 | Blackpool Panthers | United Services Recreation Ground, Portsmouth Zuschauer: 250 |
| 7. März |            |         |                    | United Services Recreation Ground, Portsmouth Zuschauer: 250 |

| 7. März | Featherstone Rovers | 74 : 0 | Workington Town | Post Office Road, Featherstone Zuschauer: 1.215 |
| 7. März |                     |        |                 | Post Office Road, Featherstone Zuschauer: 1.215 |

| 7. März | Sheffield Eagles | 54 : 0 | Thatto Heath Crusaders | Don Valley Stadium, Sheffield Zuschauer: 502 |
| 7. März |                  |        |                        | Don Valley Stadium, Sheffield Zuschauer: 502 |

| 7. März | Ovenden | 10 : 88 | Halifax | The Shay, Halifax Zuschauer: 2.319 |
| 7. März |         |         |         | The Shay, Halifax Zuschauer: 2.319 |

| 7. März | Barrow Raiders | 62 : 10 | Hunslet Warriors | Craven Park, Barrow Zuschauer: 1.330 |
| 7. März |                |         |                  | Craven Park, Barrow Zuschauer: 1.330 |

| 7. März | Leigh Centurions | 52 : 4 | Wath Brow Hornets | Leigh Sports Village, Leigh Zuschauer: 1.382 |
| 7. März |                  |        |                   | Leigh Sports Village, Leigh Zuschauer: 1.382 |

| 9. März | Widnes Vikings | 64 : 12 | Wigan St Judes | Halton Stadium, Widnes Zuschauer: 1.622 |
| 9. März |                |         |                | Halton Stadium, Widnes Zuschauer: 1.622 |

## Vierte Runde
Die Spiele der vierten Runde fanden zwischen dem 16. und 22. April statt.
| 16. April 20:00 | Swinton Lions  | 4 : 56 | Halifax | Park Lane, Bury Zuschauer: 633 Schiedsrichter: Tim Roby |
| 16. April 20:00 | (4:12) Bericht |        |         | Park Lane, Bury Zuschauer: 633 Schiedsrichter: Tim Roby |

- Halifax wurde im Nachhinein disqualifiziert, da sie mit Michael Ostick gespielt hatten. Dieser war „cup-tied“, durfte also nicht am Challenge Cup teilnehmen, da er während der Saison von den Rochdale Hornets nach Halifax gewechselt war.

| 17. April 14:30 | Hull FC         | 24 : 48 | Leeds Rhinos | KC Stadium, Hull Zuschauer: 15.109 Schiedsrichter: Richard Silverwood |
| 17. April 14:30 | (10:30) Bericht |         |              | KC Stadium, Hull Zuschauer: 15.109 Schiedsrichter: Richard Silverwood |

| 17. April 15:00 | Harlequins RL   | 23 : 16 | Wakefield Trinity Wildcats | The Stoop, London Zuschauer: 2.355 Schiedsrichter: Phil Bentham |
| 17. April 15:00 | (22:10) Bericht |         |                            | The Stoop, London Zuschauer: 2.355 Schiedsrichter: Phil Bentham |

| 17. April 15:00 | Limoux Grizzlies | 20 : 32 | Leigh Centurions | Stade de l’Aiguille, Limoux Zuschauer: 2.000 Schiedsrichter: Warren Turley |
| 17. April 15:00 | (12:10) Bericht  |         |                  | Stade de l’Aiguille, Limoux Zuschauer: 2.000 Schiedsrichter: Warren Turley |

| 17. April 16:00 | Sheffield Eagles | 34 : 50 | Wigan Warriors | Bramall Lane, Sheffield Zuschauer: 2.950 Schiedsrichter: Ian Smith |
| 17. April 16:00 | (10:26) Bericht  |         |                | Bramall Lane, Sheffield Zuschauer: 2.950 Schiedsrichter: Ian Smith |

| 17. April 18:00 | St Helens       | 56 : 16 | Toulouse Olympique | Knowsley Road, St Helens Zuschauer: 4.043 Schiedsrichter: Gareth Hewer |
| 17. April 18:00 | (26:10) Bericht |         |                    | Knowsley Road, St Helens Zuschauer: 4.043 Schiedsrichter: Gareth Hewer |

| 18. April 13:45 | Huddersfield Giants | 40 : 12 | Hull Kingston Rovers | Galpharm Stadium, Huddersfield Zuschauer: 7.241 Schiedsrichter: Richard Silverwood |
| 18. April 13:45 | (22:0) Bericht      |         |                      | Galpharm Stadium, Huddersfield Zuschauer: 7.241 Schiedsrichter: Richard Silverwood |

| 18. April 14:00 | Dragons Catalans | 30 : 8 | Salford City Reds | Stade Gilbert Brutus, Perpignan Zuschauer: 5.238 Schiedsrichter: James Child |
| 18. April 14:00 | (10:8) Bericht   |        |                   | Stade Gilbert Brutus, Perpignan Zuschauer: 5.238 Schiedsrichter: James Child |

| 18. April 15:00 | York City Knights | 8 : 58 | Crusaders RL | Ryedale Stadium, York Zuschauer: 719 Schiedsrichter: Matt Thomason |
| 18. April 15:00 | (4:30) Bericht    |        |              | Ryedale Stadium, York Zuschauer: 719 Schiedsrichter: Matt Thomason |

| 18. April 15:00 | Siddal         | 2 : 34 | Batley Bulldogs | The Shay, Halifax Zuschauer: 1.926 Schiedsrichter: Dave Merrick |
| 18. April 15:00 | (2:12) Bericht |        |                 | The Shay, Halifax Zuschauer: 1.926 Schiedsrichter: Dave Merrick |

| 18. April 15:00 | Hunslet Hawks  | 42 : 12 | Oldham Roughyeds | John Charles Centre for Sport, Leeds Zuschauer: 509 Schiedsrichter: Craig Halloran |
| 18. April 15:00 | (16:0) Bericht |         |                  | John Charles Centre for Sport, Leeds Zuschauer: 509 Schiedsrichter: Craig Halloran |

| 18. April 15:00 | Blackpool Panthers | 24 : 18 | Whitehaven | Woodlands Memorial Ground, Lytham St Annes Zuschauer: 471 Schiedsrichter: Greg Dolan |
| 18. April 15:00 | (6:18) Bericht     |         |            | Woodlands Memorial Ground, Lytham St Annes Zuschauer: 471 Schiedsrichter: Greg Dolan |

| 18. April 15:20 | Dewsbury Rams  | 0 : 50 | Bradford Bulls | Crown Flatt, Dewsbury Zuschauer: 3.995 Schiedsrichter: Peter Brooke |
| 18. April 15:20 | (0:38) Bericht |        |                | Crown Flatt, Dewsbury Zuschauer: 3.995 Schiedsrichter: Peter Brooke |

| 18. April 15:30 | Castleford Tigers | 28 : 34 | Barrow Raiders | Wheldon Road, Castleford Zuschauer: 5.285 Schiedsrichter: Thierry Alibert |
| 18. April 15:30 | (18:12) Bericht   |         |                | Wheldon Road, Castleford Zuschauer: 5.285 Schiedsrichter: Thierry Alibert |

| 18. April 16:00 | Warrington Wolves | 48 : 24 | Featherstone Rovers | Halliwell Jones Stadium, Warrington Zuschauer: 7.754 Schiedsrichter: Robert Hicks |
| 18. April 16:00 | (32:12) Bericht   |         |                     | Halliwell Jones Stadium, Warrington Zuschauer: 7.754 Schiedsrichter: Robert Hicks |

| 22. April | Widnes Vikings | 44 : 24 | Lézignan Sangliers | Halton Stadium, Widnes Zuschauer: 1.349 Schiedsrichter: Ronnie Laughton |
| 22. April |                |         |                    | Halton Stadium, Widnes Zuschauer: 1.349 Schiedsrichter: Ronnie Laughton |

## Fünfte Runde
Die Spiele der fünften Runde fanden zwischen dem 7. und 19. Mai statt.
| 7. Mai 20:00 | Bradford Bulls | 58 : 16 | Leigh Centurions | Odsal Stadium, Bradford Zuschauer: 4.250 Schiedsrichter: Thierry Alibert |
| 7. Mai 20:00 | (24:6) Bericht |         |                  | Odsal Stadium, Bradford Zuschauer: 4.250 Schiedsrichter: Thierry Alibert |

| 7. Mai 20:00 | Leeds Rhinos    | 70 : 22 | Blackpool Panthers | Headingley Carnegie Stadium, Leeds Zuschauer: 636 Schiedsrichter: Gareth Hewer |
| 7. Mai 20:00 | (24:16) Bericht |         |                    | Headingley Carnegie Stadium, Leeds Zuschauer: 636 Schiedsrichter: Gareth Hewer |

| 8. Mai 14:30 | Huddersfield Giants | 4 : 60 | Warrington Wolves | Galpharm Stadium, Huddersfield Zuschauer: 6.641 Schiedsrichter: Phil Bentham |
| 8. Mai 14:30 | (0:26) Bericht      |        |                   | Galpharm Stadium, Huddersfield Zuschauer: 6.641 Schiedsrichter: Phil Bentham |

| 8. Mai 19:30 | Widnes Vikings | 10 : 64 | Wigan Warriors | Lowerhouse Lane, Widnes Zuschauer: 5.504 Schiedsrichter: James Child |
| 8. Mai 19:30 | (0:36) Bericht |         |                | Lowerhouse Lane, Widnes Zuschauer: 5.504 Schiedsrichter: James Child |

| 9. Mai 14:00 | Harlequins RL  | 10 : 30 | St Helens | The Stoop, London Zuschauer: 3.381 Schiedsrichter: Ben Thaler |
| 9. Mai 14:00 | (10:6) Bericht |         |           | The Stoop, London Zuschauer: 3.381 Schiedsrichter: Ben Thaler |

| 9. Mai 15:30 | Barrow Raiders  | 42 : 24 | Hunslet Hawks | Craven Park, Barrow Zuschauer: 2.241 Schiedsrichter: Ronnie Laughton |
| 9. Mai 15:30 | (30:10) Bericht |         |               | Craven Park, Barrow Zuschauer: 2.241 Schiedsrichter: Ronnie Laughton |

| 9. Mai 15:30 | Crusaders RL    | 34 : 35 | Dragons Catalans | Racecourse Ground, Wrexham Zuschauer: 1.817 Schiedsrichter: Ian Smith |
| 9. Mai 15:30 | (12:30) Bericht |         |                  | Racecourse Ground, Wrexham Zuschauer: 1.817 Schiedsrichter: Ian Smith |

| 19. Mai 19:00 | Swinton Lions  | 6 : 58 | Batley Bulldogs | Park Lane, Bury Zuschauer: 5.316 Schiedsrichter: Robert Hicks |
| 19. Mai 19:00 | (6:30) Bericht |        |                 | Park Lane, Bury Zuschauer: 5.316 Schiedsrichter: Robert Hicks |

## Viertelfinale
| 29. Mai 14:30 | Leeds Rhinos  | 12 : 10 | Wigan Warriors | Headingley Carnegie Stadium, Leeds Zuschauer: 9.242 Schiedsrichter: Phil Bentham |
| 29. Mai 14:30 | (4:6) Bericht |         |                | Headingley Carnegie Stadium, Leeds Zuschauer: 9.242 Schiedsrichter: Phil Bentham |

| 29. Mai 15:00 | St Helens      | 32 : 12 | Barrow Raiders | Knowsley Road, St Helens Zuschauer: 4.972 Schiedsrichter: James Child |
| 29. Mai 15:00 | (12:6) Bericht |         |                | Knowsley Road, St Helens Zuschauer: 4.972 Schiedsrichter: James Child |

| 30. Mai 15:00 | Batley Bulldogs | 12 : 74 | Dragons Catalans | Mount Pleasant, Batley Zuschauer: 2.132 Schiedsrichter: Ian Smith |
| 30. Mai 15:00 | (6:26) Bericht  |         |                  | Mount Pleasant, Batley Zuschauer: 2.132 Schiedsrichter: Ian Smith |

| 30. Mai 15:30 | Bradford Bulls  | 22 : 26 | Warrington Wolves | Odsal Stadium, Bradford Zuschauer: 7.092 Schiedsrichter: Richard Silverwood |
| 30. Mai 15:30 | (16:18) Bericht |         |                   | Odsal Stadium, Bradford Zuschauer: 7.092 Schiedsrichter: Richard Silverwood |

## Halbfinale
| 7. August 14:30 | St Helens      | 28 : 32 | Leeds Rhinos | Galpharm Stadium, Huddersfield Zuschauer: 15.267 Schiedsrichter: Phil Bentham |
| 7. August 14:30 | (18:8) Bericht |         |              | Galpharm Stadium, Huddersfield Zuschauer: 15.267 Schiedsrichter: Phil Bentham |

| 8. August 15:30 | Warrington Wolves | 54 : 12 | Dragons Catalans | Lowerhouse Lane, Widnes Zuschauer: 12.265 Schiedsrichter: Richard Silverwood |
| 8. August 15:30 | (24:6) Bericht    |         |                  | Lowerhouse Lane, Widnes Zuschauer: 12.265 Schiedsrichter: Richard Silverwood |

## Finale
| 28. August 14:30 | Warrington Wolves                                                    | 30 : 6         | Leeds Rhinos                               | Wembley Stadium, London Zuschauer: 85.217 Schiedsrichter: Richard Silverwood |
| 28. August 14:30 | Versuche: Hicks (3), Atkins (2), Anderson Erhöhungen: Westwood (3/6) | (14:0) Bericht | Versuche: Smith Erhöhungen: Sinfield (1/1) | Wembley Stadium, London Zuschauer: 85.217 Schiedsrichter: Richard Silverwood |

| 1                  | Richard Mathers  |
| 5                  | Chris Hicks      |
| 3                  | Matt King        |
| 23                 | Ryan Atkins      |
| 2                  | Chris Riley      |
| 6                  | Lee Briers       |
| 9                  | Michael Monaghan |
| 8                  | Adrian Morley    |
| 15                 | Jon Clarke       |
| 10                 | Gareth Carvell   |
| 11                 | Louis Anderson   |
| 12                 | Ben Westwood     |
| 13                 | Ben Harrison     |
| Auswechselspieler: |                  |
| 16                 | Paul Wood        |
| 26                 | David Solomona   |
| 14                 | Mickey Higham    |
| 27                 | Vinnie Anderson  |

| 1                  | Brent Webb           |
| 28                 | Lee Smith            |
| 3                  | Brett Delaney        |
| 4                  | Keith Senior         |
| 5                  | Ryan Hall            |
| 6                  | Danny McGuire        |
| 7                  | Rob Burrow           |
| 8                  | Kylie Leuluai        |
| 9                  | Danny Buderus        |
| 16                 | Ryan Bailey          |
| 27                 | Chris Clarkson       |
| 11                 | Jamie Jones-Buchanan |
| 13                 | Kevin Sinfield       |
| Auswechselspieler: |                      |
| 14                 | Matt Diskin          |
| 15                 | Greg Eastwood        |
| 17                 | Ian Kirke            |
| 18                 | Carl Ablett          |